# Dicrocaulon spissum
Dicrocaulon spissum är en isörtsväxtart som beskrevs av Nicholas Edward Brown. Dicrocaulon spissum ingår i släktet Dicrocaulon och familjen isörtsväxter. Inga underarter finns listade i Catalogue of Life.